# 3806-os busz
A 3806-os jelzésű autóbuszvonal egy Encs és Szerencs között közlekedő helyközi járat, amelyet a Volánbusz Zrt. üzemeltet Abaújszántó és Tállya érintésével.

## Útvonala
Encs autóbusz állomásáról indul. Gibárt felé hagyja el a várost a 39-es főúton, majd Abaújkéren jobbra kanyarodik Abaújszántó irányába. Miközben mellette fut a 98-as vasútvonal Abaújszántó–Hidasnémeti része (mára megszűnt), addigra el is éri a járat a mezőgazdasági várost. Golop községbe minden esetben kitér, majd Tállya következik. A Tokaj-hegyaljai települést keresztezve Rátka jön és el is éri Szerencs vonzáskörzetét, az egykori községet, Ondot. Északi irányból közelíti meg a járásközpontot, a vasútállomáson végállomásozik, ahonnan csatlakozást biztosít a Miskolc és Sátoraljaújhely felé közlekedő vonatokra.
Indításszáma alacsony, munkaszüneti napokon nem is közlekedik. Ellentétes irányban egy hétfőtől szombatig közlekedő nagy kitérést tesz Abaújszántótól, a belvárosi, az abaújalpári, a boldogkőújfalui és a boldogkőváraljai lakókat is eljuttatja otthonukba a két város közt közlekedő szóló. Ezen kívül változatlan, Encsen is csatlakozást biztosít vonatra Miskolc és Hidasnémeti felé az érkezőknek és a távozóknak egyaránt.

## Közlekedése
| Indulási helyszín | Érkezési helyszín        | Indításszáma | Közlekedése              |
| ----------------- | ------------------------ | ------------ | ------------------------ |
| Encs, aut. áll.   | Szerencs, Hidegvölgyi u. | 1 oda        | tanítási napokon         |
| Encs, aut. áll.   | Szerencs, vá.            | 2 pár        | munkanapokon + szombaton |
| Szerencs, vá.     | Encs, aut. áll.          | 1 oda        | tanítási napokon         |

## Megállóhelyei
| 0                                                                   | Encs, autóbusz-állomás végállomás               | 0.0 km  | 3720, 3722, 3723, 3728, 3801, 3802, 3803, 3804, 3808, 3809, 3810, 3811, 3812, 3815, 3816, 3819, 3821, 3824 Forró-Encs [90.] |
| Csak az ellentétes irányból érkezők érintik.                        |                                                 |         | |
| ∫                                                                   | Encs, iskola                                    | ∫       | 3720, 3722, 3723, 3728, 3802, 3803, 3804, 3808, 3809, 3810, 3811, 3812, 3815, 3816, 3819, 3821, 3824, 3868                  |
| 1                                                                   | Encs, Rákóczi utca                              | 1.0 km  | 3723, 3804, 3808, 3809, 3810, 3824, 3868                                                                                    |
| 2                                                                   | Gibárt, Kossuth utca 17.                        | 3.8 km  | 3723, 3804, 3808, 3809, 3810, 3824, 3868                                                                                    |
| 3                                                                   | Gibárt, Dózsa György utca 10.                   | 4.5 km  | 3723, 3804, 3808, 3809, 3810, 3824, 3868                                                                                    |
| 4                                                                   | Abaújkér, vasúti megállóhely                    | 7.7 km  | 3723, 3804, 3808, 3809, 3810, 3824, 3868 Abaújkér [98.]                                                                     |
| 5                                                                   | Abaújkér, Kassai utca 18.                       | 8.7 km  | 3723, 3808, 3809, 3810, 3824, 3868                                                                                          |
| 6                                                                   | Abaújszántó, mezőgazdasági szakközépiskola      | 10.5 km | 3723, 3808, 3809, 3810, 3824, 3868 Abaújszántó [98.]                                                                        |
| Hétfőtől szombatig 1 indítás érinti.                                |                                                 |         | |
| ∫                                                                   | Abaújszántó, piactér                            | ∫       | 3723, 3729, 3808, 3809, 3810, 3824, 3851, 3868                                                                              |
| ∫                                                                   | Abaújszántó, művelődési ház                     | ∫       | 3723, 3729, 3808, 3810, 3851, 3868                                                                                          |
| ∫                                                                   | Abaújszántó, piactér                            | ∫       | 3723, 3729, 3808, 3809, 3810, 3824, 3851, 3868                                                                              |
| ∫                                                                   | Abaújszántó, állami gazdaság üzemegység         | ∫       | 3723, 3729, 3809, 3810, 3824, 3868                                                                                          |
| ∫                                                                   | Aranyosi elágazás                               | ∫       | 3723, 3729, 3809, 3810, 3824, 3868                                                                                          |
| ∫                                                                   | Abaújalpár, bejárati út                         | ∫       | 3723, 3809, 3810, 3824 |
| ∫                                                                   | Boldogkőújfalu, községháza                      | ∫       | 3723, 3809, 3810, 3824 |
| ∫                                                                   | Boldogkőújfalu, Szabadság utca 85.              | ∫       | 3723, 3809, 3810, 3824 |
| ∫                                                                   | Boldogkőváralja, iskola                         | ∫       | 3723, 3809, 3810, 3824 |
| ∫                                                                   | Boldogkőváralja, arkai elágazás                 | ∫       | 3723, 3804, 3809, 3810, 3824                                                                                                |
| ∫                                                                   | Boldogkőváralja, iskola                         | ∫       | 3723, 3809, 3810, 3824 |
| ∫                                                                   | Boldogkőújfalu, Szabadság utca 85.              | ∫       | 3723, 3809, 3810, 3824 |
| ∫                                                                   | Boldogkőújfalu, községháza                      | ∫       | 3723, 3809, 3810, 3824 |
| ∫                                                                   | Abaújalpár, bejárati út                         | ∫       | 3723, 3809, 3810, 3824 |
| ∫                                                                   | Aranyosi elágazás                               | ∫       | 3723, 3729, 3809, 3810, 3824, 3868                                                                                          |
| ∫                                                                   | Abaújszántó, állami gazdaság üzemegység         | ∫       | 3723, 3729, 3809, 3810, 3824, 3868                                                                                          |
| 7                                                                   | Abaújszántó, piactér                            | 11.8 km | 3723, 3729, 3808, 3809, 3810, 3824, 3851, 3868                                                                              |
| 8                                                                   | Abaújszántó, művelődési ház                     | 12.5 km | 3723, 3729, 3808, 3810, 3851, 3868                                                                                          |
| 9                                                                   | Golop, vasúti megállóhely bejárati út           | 16.6 km | 3729, 3808, 3851 Golop [98.]                                                                                                |
| 10                                                                  | Golop, autóbusz-forduló                         | 18.1 km | 3729, 3808, 3851, 3860 |
| 11                                                                  | Golop, vasúti megállóhely bejárati út           | 19.6 km | 3729, 3808, 3851 Golop [98.]                                                                                                |
| 12                                                                  | Tállya, kőbánya                                 | 20.7 km | 3729, 3808, 3851, 3895 |
| 13                                                                  | Tállya, Rákóczi utca 64.                        | 21.5 km | 3729, 3808, 3851, 3895 |
| 14                                                                  | Tállya, községháza                              | 22.0 km | 3729, 3808, 3851, 3895 |
| 15                                                                  | Rátka, Kossuth utca 127.                        | 23.9 km | 3729, 3851, 3895 |
| 16                                                                  | Rátka, italbolt                                 | 24.4 km | 3729, 3851, 3895 |
| 17                                                                  | Rátka, vegyesbolt                               | 25.2 km | 3729, 3851, 3895 |
| 18                                                                  | Szerencs (Ond), iskola                          | 27.7 km | 3729, 3851, 3895 |
| 19                                                                  | Szerencs (Ond), Fő út 139.                      | 28.6 km | 3729, 3851, 3895 |
| 20                                                                  | Szerencs, Ondi utca 58.                         | 30.4 km | 3729, 3851, 3895 |
| 21                                                                  | Szerencs, Rákóczi utca 99.                      | 31.3 km | 3729, 3730, 3807, 3851, 3852, 3859, 3860, 3895                                                                              |
| Tanítási napokon 1 (a Hidegvölgyi utcáig közlekedő) indítás érinti. |                                                 |         | |
| ∫                                                                   | Szerencs, posta                                 | ∫       | 3729, 3730, 3807, 3851, 3852, 3859, 3860                                                                                    |
| ∫                                                                   | Szerencs, malom                                 | ∫       | 3729, 3730, 3807, 3851, 3852, 3859, 3860                                                                                    |
| ∫                                                                   | Szerencs, Hidegvölgyi utca vonalközi végállomás | ∫       | 3807, 3851, 3852, 3860 |
| 22                                                                  | Szerencs, csokoládégyár                         | 32.0 km | 3729, 3730, 3807, 3851, 3852, 3853, 3855, 3859, 3860, 3895                                                                  |
| 23                                                                  | Szerencs, vasútállomás végállomás               | 32.8 km | 3729, 3730, 3851, 3852, 3853, 3855, 3859, 3860, 3895 Szerencs [80/98/100c]                                                  |